# Ringo (sport)

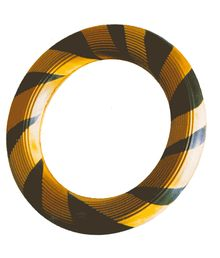
Kroužek pro hru ringo: má rýhovaný povrch, uvnitř je dutý a opatřený malou dírkou, kterou může unikat vzduch.

Ringo je sport, který se hraje podobně jako volejbal či přehazovaná, ale s kroužkem, který je gumový, má vnitřní průměr 17 cm a váží asi 165 gramů. Vynalezl ho v roce 1959 Polák Włodzimierz Strzyżewski jako doplňkový sport pro trénink šermířů a demonstroval ho roku 1968 na tehdejších letních olympijských hrách. Ringo se hraje hlavně v Polsku, kde se konalo v roce 1973 první mistrovství republiky,a je částečně rozšířeno i na Slovensku.

## Pravidla hry
Cílem hry je dosáhnout, aby kroužek spadl na soupeřově polovině hřiště, hra cvičí ohebnost a rychlé reakce. Můžeme ho též označit za sport podobný Volejbalu. Podává se vestoje (nikoli z výskoku jako ve volejbale), podávající se mění, pokud součet bodů dosáhne násobku tří (např. za stavu 3:3, či 10:2). Kroužek se smí chytat pouze jednou rukou, nesmí se s ním chodit, nahrávat skákat, předávat do druhé ruky ani dotékat jiné části vašeho těla. Hraje se bez ztrát do patnácti bodů, pokud není rozdíl bodů aspoň 2, hra se prodlužuje až do sedmnácti bodů. Hraje se na přenosném (či normálním) volejbalovém hřišti o rozměrech 16×8 metrů, horní okraj sítě je ve výšce 243 cm. Soutěžní kategorie jsou jednotlivci, dvojice a smíšené trojice; jednotlivci hrají jedním kroužkem, dvojice a trojice dvěma současně.

## Mezinárodní organizace
V roce 1975 byla založena Mezinárodní federace ringa, jejími členy jsou Polsko, Litva, Bělorusko, Arménie, Česká republika, Německo, Spojené státy americké a Keňa.